# كلية الآداب (جامعة الموصل)
تأسست كلية الآداب في جامعة الموصل عام 1966م، وتعد من أوائل الكليات التي أسست في جامعة الموصل حيث تعد أقدم اكاديمية للدراسات الإنسانية في جامعة الموصل، تحتوي الكلية عشرة اقسام اكاديمية

## أهداف الكلية
1. تكامل البنية التحتية اللازمة للبحث العلمي الرصين .
2. التشجيع على نشر البحوث عربياً وعالمياً
3. تطوير برنامج الدراسة الأولية والعليا على وفق مبادئ الجودة والاعتماد الدولي .
4. تنمية الابداع العلمي والفكري بين التدريسيين والطلبة وتعزيز سلوكيات البحث العلمي الرصين وأخلاقياته .
5. تفعيل النشاطات غير الصفية والعمل التطوعي للطلبة لبناء شخصيات قيادية فاعلة في المجتمع .
6. التعاون مع المؤسسات الاكاديمية ومؤسسات الدولة ومنظمات المجتمع المدني لانتاج معرفة تسهم في تطوير وحل مشاكلها
7. تعزيز بناء ثقافة وطنية اساسها الحوار الديمقراطي والتعايش السلمي وتحقيق الأمن المجتمعي .

## رسالة الكلية
تتمثل رسالة الكلية في تعزيز رصانة البحث العلمي عند تدريسيها وتحفيز طلبتها على بناء شخصية علمية متميوة تؤهلهم لأن يكونوا فاعلين في بناء مجتمهم ملبين حاجاته الاجتماعية، والثقافية، والفكرية. وترسيخ آليات التفكير المناهض للعنف والتكفير وترسيخ منظومة التعايش السلمي في المجتمع العراقي.

## رؤية الكلية
تسعى الكلية إلى أن تكون من الكليات الرائدة في العراق والعالم في مجال البحث العلمي وخدمة المجتمع.  ايضاً تسعى الكلية إلى تحقيق الريادة والتمييز في مجالات التعليم وانتاج المعرفة ونشرها، وخدمة المجتمع والوصول إلى مركز متقدم بين كليات الآداب في الجامعات العراقية والعربية.

## هيكلية الادارية لكلية
العميد: الاستاذ المساعد الدكتور محمد علي محمد عفين
معاون العميد لشؤون العلمية: الاستاذ الدكتور حارث حازم أيوب
معاون العميد للشؤون الادارية: الاستاذ المساعد الدكتور صفوان ناظم داؤد

## عمداء الكلية
| اسم العميد                 | صورته | تاريخ التكليف | تاريخ الانفكاك |
| -------------------------- | ----- | ------------- | -------------- |
| أ.د عبد المنعم رشاد محمد   |       | 1967          | 1972           |
| أ.د هاشم يحيى الملاح       |       | 1973          | 1977           |
| أ.د توفيق سلطان اليوزبكي   |       | 1977          | 1982           |
| أ.د خضر جاسم محمد الدوري   |       | 1982          | 1983           |
| أ.د احمد خطاب عمر          |       | 1983          | 1984           |
| أ.د ناطق صالح مطلوب        |       | 1984          | 1985           |
| أ.د صلاح الدين امين طه     |       | 1985          | 2002           |
| أ.د جاسم محمد جاسم         |       | 2002          | 2003           |
| أ.د محمد باسل قاسم العزاوي |       | 2003          | 2011           |
| أ.د علي كمال الدين الفهادي |       | 2011          | 2015           |
| أ.م.د أسماء سعود ادهام     |       | 2015          | 2020           |
| أ.م.د محمد علي محمد عفين   |       | 2020          | الى الان       |

## أقسام الكلية
- التاريخ[7]
- اللغة العربية [8]
- اللغة الإنكليزية [9]
- اللغة الفرنسية [10]
- الترجمة [11]
- علم الاجتماع[12]
- الفلسفة [13]
- المعلومات و تقنيات المعرفة[14]
- اللغة التركية و آدابها[15]
- الاعلام [16]

## مجلة آداب الرافدين[17]
مجلة علمية صدر عددها الاول  سنة 1971 تهتم بنشر البحوث الخاصة بالعلوم الإنسانية منها اللغة العربية، والتاريخ، واللغات الأوربية، فضلاً عن الاجتماع، والآثار، واللغات القديمة، والمكتبات والمعلومات، واللغة التركية حيث يترأسها هيئة تحرير متخصصة، تقوم بأعمال(التقويم العلمي) للبحوث بمشاركات كبيرة من الخبراء والمحكمين